# 레바논의 사형제
레바논의 사형제는 레바논의 법적최고형이며, 2004년 이후 더 이상 사형을 집행하지 않아 국제앰네스티에서 '실질적 사형폐지국'으로 분류되었다.

## 개요
레바논에서 1947년 첫 사형 집행 이후 마지막 사형집행은 2004년 1월 19일 3명이 사형 집행되었으며, 2명은 총살형, 1명은 교수형에 처해졌다. 이후 더 이상 사형집행이 이루어지지 않아 국제앰네스티에서 '실질적 사형폐지국'으로 분류되었다.
법률에 사형과 관련된 죄목들은 고의적 살인, 간첩, 반역, 테러, 이스라엘 군과의 협력 등 일부 범죄가 포함되어있다. 
집행 방법은 교수형과 총살형이다.
대통령은 수감자의 사형을 사면할 수 있는 유일한 권한을 가지고 있다.

## 같이 보기
- 사형
- 나라별 사형제 현황